# Karabük (tỉnh)
Karabük là một tỉnh ở bắc trung bộ Thổ Nhĩ Kỳ.
Thành phố chính của tỉnh này là tỉnh lỵ Karabük nằm cách Ankara 200 km và cách bờ Biển Đen khoảng 100 km..
Karabük nằm bên xa lộ giữa Bartın và Ankara, là một tuyến đường quan trọng thời cổ giữa Amasra và Anatolia. Tuyến đường sắt giữa Ankara và Zonguldak chạy qua Karabük.
Safranbolu, một thành phố quan trọng lịch sử là di sản thế giới được UNESCO công nhận, nằm ở tỉnh này.

## Quận, huyện
Tỉnh này được chia thành các huyện sau (tỉnh lỵ được bôi đậm):
- Eflani
- Eskipazar
- Karabük
- Ovacık
- Safranbolu
- Yenice